# Sent Just e Vaquièiras
Sent Just e Vaquièiras (en francès Saint-Just-et-Vacquières) és un municipi francès situat al departament del Gard i a la regió d'Occitània.